# Branded
Branded är det tolfte studioalbumet av den tyska hårdrocksgruppen Bonfire. Samtliga nyskrinva låtar är gjorda av sångaren Claus Lessmann och gitarristen Hans Ziller. Skivan innehåller dessutom två akustiska nyinspelningar, "Rivers of Glory" originalet från Knock Out (1991) skriven av Lessmann och förre medlemmen Angel Schleifer samt "I Need You" originalet från Strike Ten (2001) skriven av Lessmann och Ziller. På dessa två låtar är även Zillers dotter Chiara Ziller med och spelar piano på.

## Låtlista
| Nr  | Titel                                        | Kompositör                  | Längd |
| --- | -------------------------------------------- | --------------------------- | ----- |
| 1.  | Deadly Contradiction                         | Claus Lessmann, Hans Ziller | 5:47  |
| 2.  | Just Follow the Rainbow                      | Lessmann, Ziller            | 3:50  |
| 3.  | Save Me                                      | Lessmann, Ziller            | 5:19  |
| 4.  | Let It Grow                                  | Lessmann, Ziller            | 5:13  |
| 5.  | Better Days                                  | Lessmann, Ziller            | 7:10  |
| 6.  | Do Or Die                                    | Lessmann, Ziller            | 6:01  |
| 7.  | Close To the Edge                            | Lessmann, Ziller            | 4:51  |
| 8.  | Crazy                                        | Lessmann, Ziller            | 4:25  |
| 9.  | Loser's Lane                                 | Lessmann, Ziller            | 3:19  |
| 10. | Hold Me Now                                  | Lessmann, Ziller            | 5:43  |
| 11. | I Need You (Bonuslåt - private version)      | Lessmann, Ziller            | 3:39  |
| 12. | Rivers of Glory (Bonuslåt - private version) | Angel Schleifer, Lessmann   | 4:20  |

## Bandmedlemmar
- Claus Lessmann - sång & gitarr
- Hans Ziller - gitarr
- Chris Limburg - gitarr
- Uwe Köhler - bas
- Dominik Huelshorst - trummor